# لیسه دریایی مارگیناتوس
لیسه دریایی مارگیناتوس (نام علمی: Glaucus marginatus) نام یک گونه از تیره خاکستری‌لیسه‌سانان است.